# Arahidinska kiselina
Arahidinska kiselina (eikozanoinska kiselina) je zasićena masna kiselina sa 20 ugljenika dugim lancom. Ona je manje zastupljeni sastojak kikirikijevog ulja (1.1%–1.7%) i kukuruznog ulja (3%). Njeno ime je izvedeno iz lat. arachis — kikiriki. Ona se može formirati hidrogenacijom arahidonske kiseline.
Redukcijom arahidinske kiseline nastaje arahidil alkohol.
Arahidinska kiselina se koristi za proizvodnju deterdženata, fotografskih materijala i maziva.